# Uziel Gal
Uziel "Uzi" Gal (Héberül: עוזיאל "עוזי" גל), született Gotthard Glass (Weimar, 1923. december 15. – Philadelphia, 2002. szeptember 7.) német származású izraeli fegyvertervező, legismertebb alkotása az Uzi géppisztoly.

## Életrajza
Gotthard Glass néven született Németországban. Gyermekkorát Münchenben töltötte. A nácik 1933-as hatalomra kerülését követően családjával Nagy-Britanniába emigrált. Apja hamarosan Később a brit mandátum alatt álló Palesztinába költözött, ahol egyik alapítója volt a Haifa melletti Jagur kibucnak. 1938-ban a család is az apa után ment Palesztinába. Ekkor vette fel az Uziel Gal nevet.
1938-ban szerkesztette meg élete első fegyverét, egy ötlövetű számszeríjat. 1942-ben belépett a Palmach szervezetbe. 1943-ban illegális fegyverviselésért letartóztatták, és hat évre elítélték. Bár amnesztiával szabadult 1946-ban, mégis kevesebb mint felét letöltötte a börtönbüntetésének.
1948-ban, röviddel Izrael állam függetlenségi háborújának kitörése után kezdte el egy géppisztoly tervezését. 1951-ben az izraeli hadsereg hivatalosan is elfogadta Gal géppisztolyát, és alkotójáról – akarata ellenére – Uzinak nevezték el. 1955-ben az izraeli vezérkar kitüntette, és 1958-ban ő nyerte el elsőként az izraeli biztonsági érdemérmet. A kitüntetést személyesen David Ben-Gurion akkori miniszterelnök nyújtotta át az Uzi megalkotásának elismeréseként.
1975-ben vonult nyugdíjba az izraeli hadseregtől, majd az ezt követő évben az Egyesült Államok-beli Philadelphiába költözött, mivel lányának Tamarnak súlyos agysérülése volt, és ott kapott speciális kórházi kezelést. Utolsó munkája a Ruger MP9 géppisztoly megtervezése volt.
2002-ben halt meg rákban az Egyesült Államokban. Izraelben, a Jagur kibucban temették el.